# Campionat de Colòmbia de ciclisme en ruta

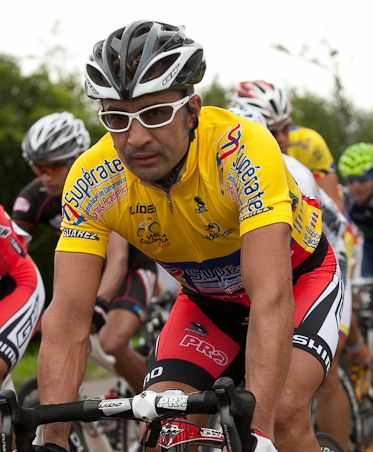
Félix Cárdenas el 2012

El Campionat de Colòmbia de ciclisme en ruta és una competició ciclista que serveix per a determinar el Campió de Colòmbia de ciclisme. La primera edició es disputà el 1946. El títol s'atorga al vencedor d'una única carrera. El vencedor obté el dret a portar un mallot amb els colors de la bandera colombiana fins al Campionat de l'any següent.

## Palmarès masculí
| Any  | Primer                  | Segon                | Tercer                  |
| 1946 | Jaime Gómez             |                      |                         |
| 1947 | Óscar Salinas           | Alfonso González     | Luis Ortíz              |
| 1948 | Luis Galo Chiriboga     | Óscar Salinas        | Benjamín Jiménez        |
| 1950 | Efraín Forero           | Efraín Rozo          | Gilberto Cuevas         |
| 1952 | Ernesto Gallego         | Efraín Forero        | Octavio Echeverry       |
| 1953 | Efraín Forero           | Fabio León           | Pedro Bernal            |
| 1954 | Efraín Forero           | Benjamín Jiménez     | Héctor Mesa             |
| 1955 | Jorge Luque             | Carlos Gil           | Efraín Forero           |
| 1956 | Fabio León Calle        | Pablo Hurtado        | Jaime Villegas          |
| 1957 | Hernán Medina           | Héctor Mesa Monsalve | Carlos Montoya          |
| 1958 | Efraín Forero           | Diego Calero         | Humberto Gravina        |
| 1959 | Antonio Ambrosio        | Octavio Olarte       | Rubén Darío Gómez       |
| 1960 | Aureliano Gallón        | Mario Escobar        | Hernán Herrón           |
| 1961 | Mario Escobar           | Aureliano Gallón     | Hernán Herrón           |
| 1962 | Antonio Ambrosio        | Roberto Buitrago     | Martín Emilio Rodríguez |
| 1963 | Gabriel Halaix Buitrago | Carlos Siabatto      | Mario Escobar           |
| 1964 | Pablo Hernández         | Gustavo Rincón       | Antonio Forero          |
| 1965 | Martín Emilio Rodríguez | Pablo Hernández      | Severo Hernández        |
| 1966 | Aníbal Ricardo          | Jaime Galeano        | Severo Hernández        |
| 1967 | Luis Alfonso Galvis     | Álvaro Pachón        | Miguel Samacá           |
| 1968 | Jairo Grijalba          | Miguel Samacá        | Luis Hernán Díaz        |
| 1969 | Augusto Estrada         | Álvaro Pachón        | Albeiro Mejia           |
| 1970 | Álvaro Pachón           | Rubén Darío Gómez    | Carlos Campaña          |
| 1971 | Abraham Domínguez       | Fernando Cruz        | Juan de Dios Morales    |
| 1972 | Arturo Matamoros        | Jorge González       | Álvaro Pachón           |
| 1973 | Luis Hernán Díaz        | José de Jesús Vargas | Miguel Guerrero         |
| 1974 | Fabio Navarro           | Carlos Campaña       | José Patrocinio Jiménez |
| 1975 | Hector Julio Mayorga    | Óscar Giraldo        | Abelardo Ríos           |
| 1976 | Luis Enrique Murillo    | Abelardo Ríos        | Jaime Galeano           |
| 1977 | Abelardo Ríos           | Alfonso Flórez       | Luis Carlos Manrique    |
| 1978 | Juan de Dios Morales    | Luis Carlos Manrique | Jorge González          |
| 1979 | Julio Alberto Rubiano   | Juan de Dios Morales | Luis Carlos Manrique    |
| 1981 | Carlos Mario Jaramillo  | Rafael Tolosa        | Óscar Iván Carvajal     |
| 1982 | Germán Marín            | José Chalapud        | Ángel Ramírez           |
| 1983 | Álvaro Lozano           | Óscar Iván Carvajal  | José Plácido Arias      |
| 1984 | Néstor Mora             | Luis Carlos Manrique | Antonio Agudelo         |
| 1985 | Fabio Parra             | Reynel Montoya       | Jorge León Otalvaro     |
| 1986 | Antonio Londono         | Israel Corredor      | Reynel Montoya          |
| 1987 | Reynel Montoya          | Javier Montoya       | Manuel Cárdenas         |
| 1988 | Reynel Montoya          | Martín Ramírez       | Victor Hugo Olarte      |
| 1989 | Reynel Montoya          | Henry Cárdenas       | Álvaro Mejía            |
| 1990 | William Pulido          | Óscar Vargas         | Álvaro Lozano           |
| 1991 | Jorge Otálvaro          | Juan Carlos Arias    | Victor Hugo Olarte      |
| 1992 | Jorge Otálvaro          | Luis Espinosa        | Alfonso Alayon          |
| 1993 | Federico Muñoz          | Javier Zapata        | Néstor Mora             |
| 1994 | Luis Alberto González   | Javier Zapata        | Héctor Palacio          |
| 1995 | Efraím Rico             | Celio Roncancio      | Óscar Vargas            |
| 1996 | Celio Roncancio         | Javier Zapata        | Álvaro Lozano           |
| 1997 | José Castelblanco       | Raúl Gomez           | César Goyeneche         |
| 1998 | Johnny Ruiz             | Hernán Darío Muñoz   | César Goyeneche         |
| 1999 | César Goyeneche         | Marlon Pérez         | Ruber Marín             |
| 2000 | Héctor Valenzuela       | Israel Ochoa         | Álvaro Lozano           |
| 2001 | Daniel Rincón           | Ismael Sarmiento     | Alejandro Cortés        |
| 2002 | Jhon Freddy García      | John Parra           | Elder Herrera           |
| 2003 | Elder Herrera           | Hugo Osorio          | Herbert Gutiérrez       |
| 2004 | Israel Ochoa            | Graciano Fonseca     | Oved Ramírez            |
| 2005 | Walter Pedraza          | Herbert Gutiérrez    | Luis Felipe Laverde     |
| 2006 | Alejandro Cortés        | Iván Casas           | Jhon Freddy García      |
| 2007 | Fidel Chacón            | John Parra           | Andrés Díaz             |
| 2008 | Darwin Atapuma          | Israel Ochoa         | Walter Pedraza          |
| 2009 | Óscar Álvarez           | Juan Pablo Wilches   | Diego Calderón          |
| 2010 | Félix Cárdenas          | Edson Calderón       | Edward Ortiz            |
| 2011 | Weimar Roldán           | Carlos Ospina        | Jeyson Ulloa            |
| 2012 | Félix Cárdenas          | Brayan Ramírez       | Darwin Atapuma          |
| 2013 | Walter Pedraza          | Jonathan Paredes     | Andrés Díaz             |
| 2014 | Miguel Ángel Rubiano    | Winner Anacona       | Juan Pablo Suárez       |
| 2015 | Robinson Chalapud       | Daniel Jaramillo     | Jeffry Romero           |
| 2016 | Edwin Ávila             | Sergio Henao         | Cayetano Sarmiento      |
| 2017 | Sergio Luis Henao       | Jarlinson Pantano    | Óscar Quiroz            |
| 2018 | Sergio Luis Henao       | Óscar Quiroz         | Diego Ochoa             |
| 2019 | Óscar Quiroz            | Juan Felipe Osorio   | José Serpa              |
| 2020 | Sergio Higuita          | Egan Bernal          | Daniel Martínez         |
| 2021 | Aristóbulo Cala         | Marco Tulio Suesca   | Luis Miguel Martínez    |
| 2022 | Sergio Higuita          | Yeison Rincón        | Esteban Chaves          |
| 2023 | Esteban Chaves          | Daniel Martínez      | Nairo Quintana Rojas    |
| 2024 | Alejandro Osorio        | Sergio Higuita       | Egan Bernal             |
| 2025 | Egan Bernal             | Diego Camargo        | Kevin Castillo          |

### Palmarès sub-23
| Any  | Primer                       | Segon                              | Tercer                 |
| 2003 | Juan Carlos López            | Ferney Bello                       | Deiby Ibañez           |
| 2005 | Juan Pablo Forero            | Andrés Díaz                        | Julián Atehortúa       |
| 2006 | Jaime Castañeda              | Andrés Díaz                        | Fabio Duarte           |
| 2007 | Juan Sebastián Arango        | Hernán Vargas                      | Camillo Torres         |
| 2009 | Jaime Vergara                | Cayetano Sarmiento                 | Jaime Morales          |
| 2010 | Juan Pablo Valencia          | Jonathan Millán                    | Aristobulo Cala        |
| 2011 | Marvin Angarita              | Cristian Talero                    | Brayan Ramírez         |
| 2013 | Rónald Gómez                 | Julian Marin                       | Daniel Jaramillo       |
| 2014 | Diego Ochoa                  | Brayan Ramírez                     | Hernando Bohórquez     |
| 2015 | Edward Díaz                  | Jordan Parra                       | Andrés Felipe Herrera  |
| 2016 | Roller Diagama               | Edward Díaz                        | Wilmar Castro          |
| 2017 | Robinson López               | Cristian Carmona                   | Jonathan Cañaveral     |
| 2018 | Yeison Rincón                | Hernán Gómez                       | Daniel Largo           |
| 2019 | Harold Tejada                | Jhojan García                      | Santiago Ordóñez       |
| 2020 | Daniel Arroyave              | Óscar Guzmán                       | Cristian Pico          |
| 2021 | Juan Esteban Guerrero        | Heberth Alejandro Gutiérrez Rendón | Elkin Steven Malaver   |
| 2022 | Germán Dario Gómez           | Andrés Liber Mancipe               | Frank Sebastián Flórez |
| 2023 | Kevin David Castillo Miranda | Andrés Liber Mancipe               | Edwin Patiño           |
| 2024 | Brandon Alejandro Rojas      | Camilo Andrés Gómez                | César Paulo Pantoja    |
| 2025 | Samuel Flórez                | William Colorado                   | Esteban Hoyos          |

## Palmarès femení
| Any  | Primera                  | Segona                 | Tercera                |
| 1987 | Adriana Muriel           | Luz Stella Araque      | Rosa María Aponte      |
| 1988 | Adriana Muriel           | Doris Patricia Fonseca | Marta Luz López        |
| 1989 | Adriana Muriel           | Rosa Angélica Maya     | Ángela Gómez           |
| 1990 | Adriana Muriel           | Nelly Alba Amado       | Rosa María Aponte      |
| 1991 | Adriana Muriel           | Analida Cartagena      | Rosa Angélica Maya     |
| 1998 | Ana Betancourt           | Nohora López           | Analida Cartagena      |
| 1999 | María Luisa Calle        | Sandra Patricia Gómez  | Ana Paola Madriñán     |
| 2001 | Flor Marina Delgadillo   | Martha López           | Magda Cubides          |
| 2002 | Nancy Casallas           | Flor Marina Delgadillo | Ana Paola Madriñán     |
| 2003 | Ana Paola Madriñán       | Flor Marina Delgadillo | Millerlandy Agudelo    |
| 2005 | Sandra Gómez             |                        |                        |
| 2006 | Magdaly Trujillo         | Laura Lozano           | Monica Mendez          |
| 2007 | Sandra Gómez             | María Luisa Calle      | Magdaly Trujillo       |
| 2008 | Ana Paola Madriñan       | Lorena Vargas          | Flor Delgadillo        |
| 2009 | Leidy Salazar            | Lorena Vargas          | Laura Lozano           |
| 2010 | Viviana Velásquez        | Ana Sanabria           | Laura Lozano           |
| 2011 | Viviana Velásquez        | Lorena Colmenares      | Maritza Ceballos       |
| 2012 | Lorena Vargas            | Henny Rubio            | Ana Sanabria           |
| 2013 | Lorena Vargas            | Andreina Rivera        | Claudia Castaño        |
| 2014 | Valentina Paniagua       | Diana Carolina Peñuela | Laura Lozano           |
| 2015 | Leidy Natalia Muñoz Ruiz | Diana Carolina Peñuela | Ana Christina Sanabria |
| 2016 | Luz Adriana Tovar        | Blanca Liliana Moreno  | Laura Camila Lozano    |
| 2017 | Luisa Naranjo            | Diana Carolina Peñuela | Lorena Vargas          |
| 2018 | Katherine Montoya        | Milena Salcedo         | Laura Lozano           |
| 2019 | Liliana Moreno           | Jessica Parra          | Estefanía Herrera      |
| 2020 | Catalina Gómez           | Jeniffer Medellín      | Lorena Beltrán         |
| 2021 | Lorena Colmenares        | Paula Andrea Patiño    | Diana Peñuela          |
| 2022 | Diana Peñuela            | Lorena Colmenares      | Andrea Alzate          |
| 2023 | Diana Peñuela            | Paula Andrea Patiño    | Lina Mabel Rojas       |
| 2024 | Paula Andrea Patiño      | Diana Peñuela          | Jessenia Meneses       |
| 2025 | Juliana Londoño          | Diana Peñuela          | Paula Patiño           |